# Charles-Henri Flammarion
Pour les articles homonymes, voir Flammarion.
 (novembre 2020).
Charles-Henri Flammarion, né le 27 juillet 1946 à Boulogne-Billancourt (Seine) et mort le 8 novembre 2020 à Paris, est un éditeur français.

## Biographie

### Jeunesse et études
Charles-Henri Flammarion est le fils d'Henri Flammarion, éditeur, et de Pierrette Chenelot, ainsi que l'arrière petit-fils d'Ernest Flammarion, fondateur de l'entreprise du même nom.
Il effectue ses études secondaires au lycée de Sèvres devenu en 20007 le lycée Jean-Pierre-Vernant. Il s'inscrit ensuite à l'université de la Sorbonne, où il obtient une licence de lettres et une licence d'économie. Il obtient en 1968 le diplôme de l'Institut d'études politiques de Paris (section Politique et sociale).
Il obtient enfin un Master of Business Administration de l'université Columbia.

### Parcours professionnel
- Librairie Ernest Flammarion (devenue en 1996 Flammarion SA) : attaché de direction (1972-1981), directeur général (1981-1985), président (1985-2003)
- Éditions J'ai lu : président-directeur général (1982-2003)
- Éditions Audie-Fluide glacial : président-directeur général (1990-2003)
- Éditions Casterman : président-directeur général (1999-2003)
- Syndicat national de l'édition : membre du bureau (1979-88 et 1996-2003)
- Cercle de la librairie : vice-président (1988-94), président (1994-2003).

Il occupe les fonctions d'attaché de direction et directeur général puis il dirige Flammarion de 1985 à 2003 ; il vend l'entreprise à Rizzoli Corriere della Sera en 2000. Il préside aussi le Cercle de la librairie.
Il meurt dans la nuit du 8 au 9 novembre 2020.